# Santuario de Fátima
El santuario de Nuestra Señora del Rosario de Fátima —más conocido, simplemente, por santuario de Fátima—, localizado en la Cova da Iria, ciudad de Fátima, en la sierra de Aire, Portugal, es uno de los más importantes santuarios marianos del mundo. Está situado a 11 km de la ciudad de Ourém, a 25 km de Leiría, 120 km de Lisboa, 180 km de Oporto y está aproximadamente a 300 metros encima del nivel del mar, en pleno macizo calcáreo de Estremadura. El santuario es visitado por 6-9 millones de peregrinos cada año, según las estimaciones oficiales.

## Historia

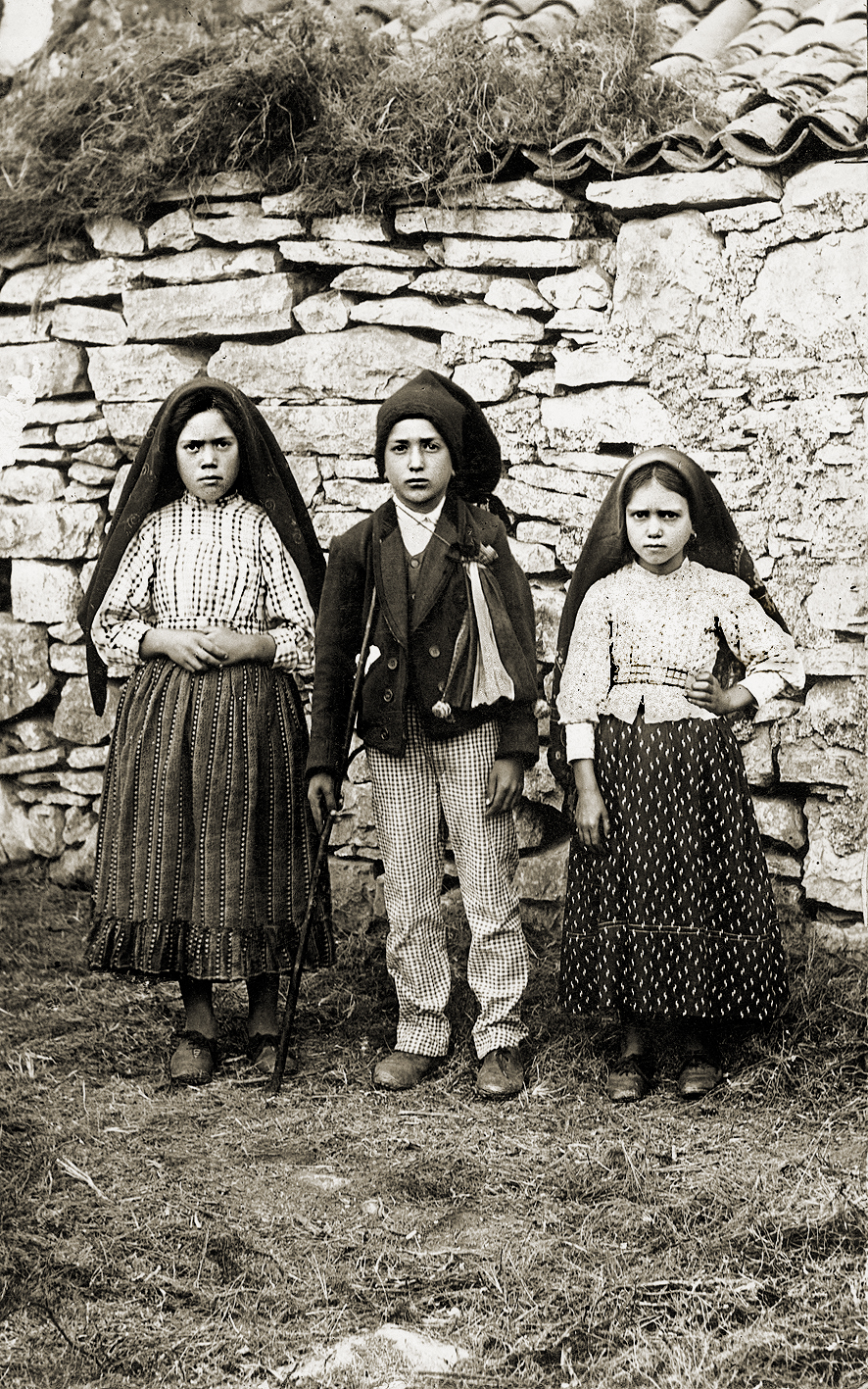
Los tres pastorcitos de Fátima: Lucía dos Santos, Francisco y Jacinta Marto.

En 1917, Lucía dos Santos, Francisco Marto y Jacinta Marto (nacidos en la aldea de Aljustrel y conocidos como "los tres pastorcitos de Fátima"), afirmaron haber presenciado varias apariciones de la Bienaventurada Virgen María en el lugar de la Cova da Iria, en Fátima. En una de esas apariciones les habría dicho que construyeran una capilla en aquel lugar, que actualmente es la parte central del Santuario. Con el paso del tiempo el Santuario se extendió, aumentado así la capacidad del acogimiento de los peregrinos en el recinto abierto.

## Santuario
El Santuario de Fátima está compuesto principalmente por la Capilla de las Apariciones, el Recinto de Oración, la Basílica de Nuestra Señora del Rosario, la Casa de Retiros de Nuestra Señora del Carmen y la Rectoría, la Casa de Retiros de Nuestra Señora de los Dolores y el Albergue del Peregrino, la Plaza Pío XII, el Centro Pastoral Pablo VI y la nueva Iglesia/Basílica de la Santísima Trinidad.
La Azinheira Grande era la encina más grande de la Cova da Iria en 1917 y, por eso, también es parte de la historia de las apariciones. Junto a ella, esperaban los pastorcitos a que apareciera la Virgen María.
La Cruz Alta tiene 27 m de altura.
Un módulo de hormigón del muro de Berlín recuerda la intervención de Dios, prometida en Fátima, en la caída del Comunismo.
El Presépio es una escena del nacimiento de Jesús, cuyo autor es el escultor José Aurélio y está situado junto al Rectorado.

## Basílicas y columnatas

### Basílica de Nuestra Señora del Rosario

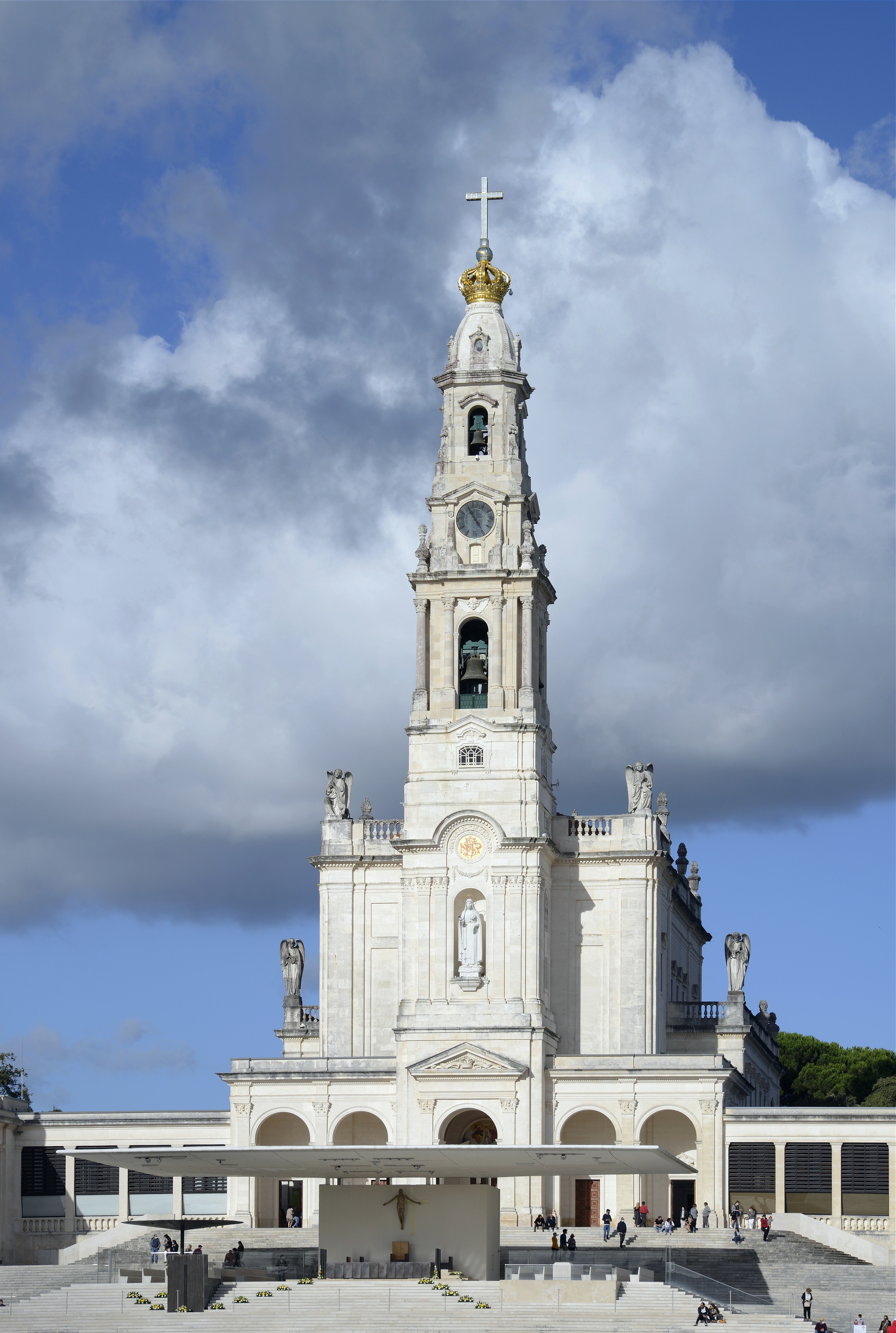
Fachada principal de la Basílica de Nuestra Señora del Rosario, uno de los símbolos más emblemáticos del Santuario.

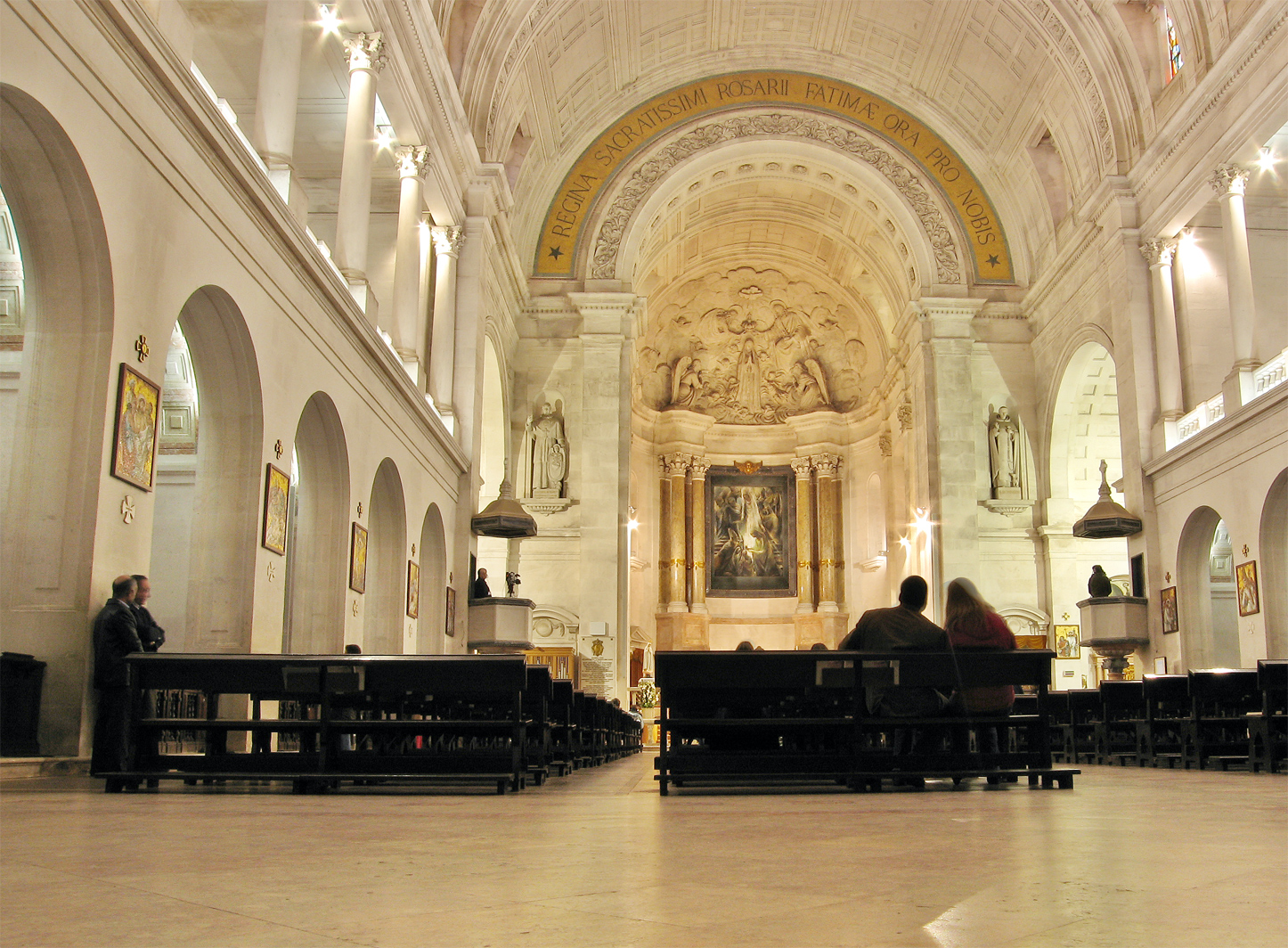
Interior de la Basílica de Nuestra Señora del Rosario.

La Basílica de Nuestra Señora del Rosario comenzó a ser construida en 1928, en estilo Neobarroco, según un proyecto del arquitecto neerlandés Gerardus Van Kriecken. Fue consagrada el 7 de octubre de 1953. En 1954, el papa Pío XII le concedió el título de basílica menor.
La torre tiene 65 m de altura, rematada por una corona de bronce de siete toneladas, con una cruz que se ilumina durante la noche.
El 13 de mayo de 1958 fue inaugurada una gran estatua del Inmaculado Corazón de María, realizada por el escultor estadounidense Thomas McGlynn. En junio de 1959 dicha estatua fue colocada en el nicho de la fachada de la basílica.
El ábside la capilla mayor se encuentra presidido por un relieve en piedra, obra de Maximiano Alves, que representa la coronación de María.
En la entrada de la Basílica se encuentran estatuas de los grandes apóstoles del Rosario y de la devoción al Inmaculado Corazón de María. En el lado derecho, se encuentra la imagen de Juan Eudes, fundador de la Congregación de Jesús y María (Eudistas) y de la Congregación de Nuestra Señora de la Caridad del Refugio (también de autoría de Martinho de Brito). En el lado izquierdo, una estatua de san Esteban I, primer rey de Hungría, de António do Amaral de Paiva.
A ambos lados del transepto se encuentran las tumbas de los videntes. Los restos de Francisco Marto descansan en el brazo derecho, mientras que los de Jacinta Marto y Lucía dos Santos, se encuentran en la capilla situada en el extremo izquierdo.

### Columnatas

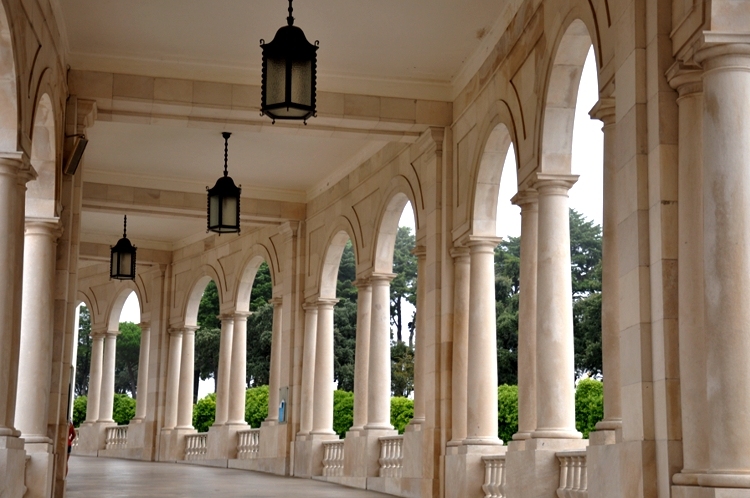
Vista de la columnata del Santuario.

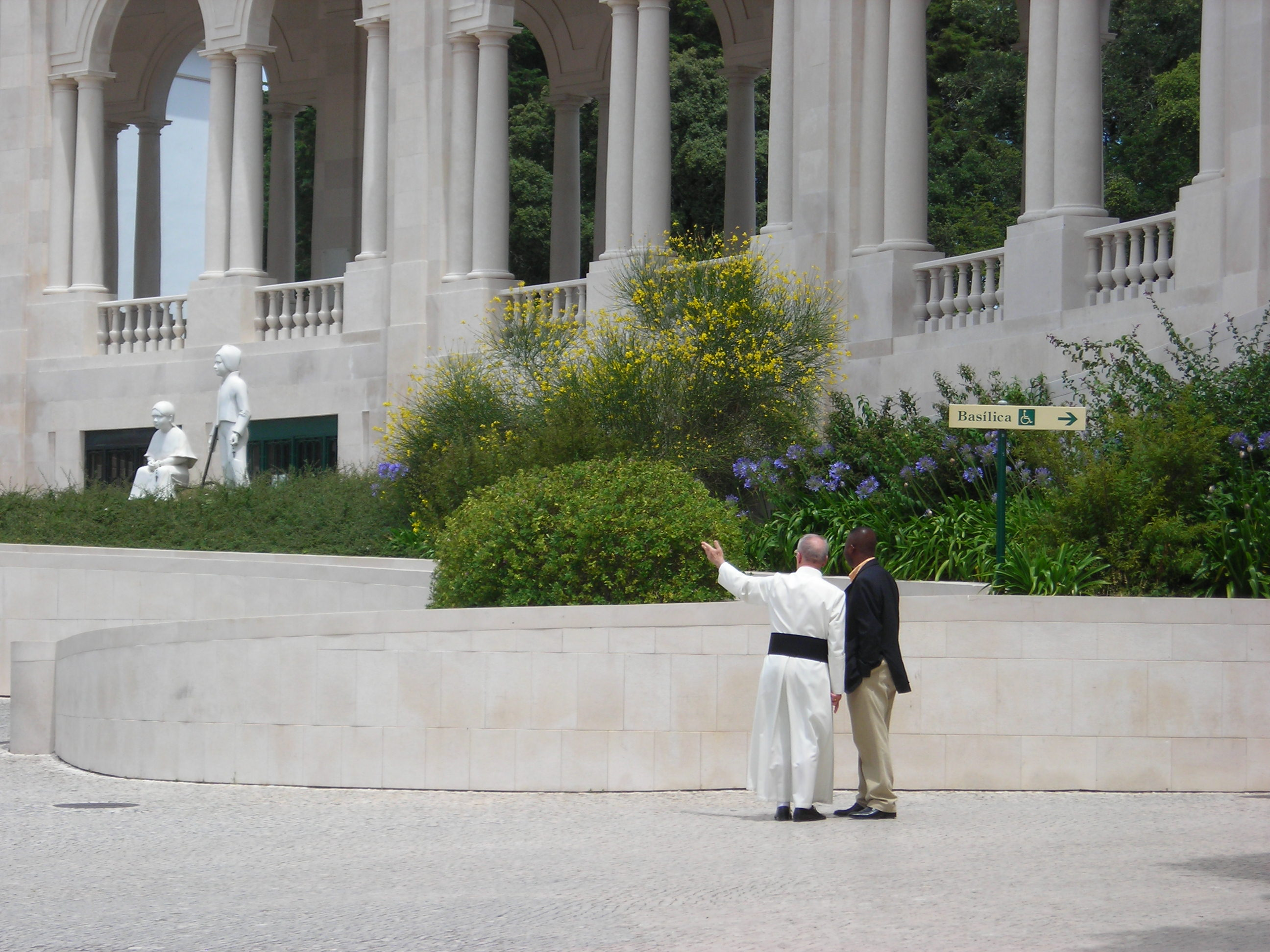
Vista de la columnata, con las estatuas de los santos Francisco y Jacinta a la izquierda.

Es el conjunto arquitectónico que une la Basílica a los edificios construidos a cada lado del Recinto. Obra del arquitecto António Lino, está constituida por 200 columnas y 14 altares. En los retablos de los altares se pueden ver las 14 estaciones del Vía Crucis, ejecutadas en cerámica policromada, cuyo autor es Lino António. 
Hay diecisiete estatuas de mármol encima de la columnata. Representan a los santos portugueses, santos fundadores de congregaciones religiosas y otros apóstoles de la devoción a Nuestra Señora, siendo todas de escultores portugueses. Las estatuas mayores miden 3,20 m y representan los cuatro santos portugueses: san Juan de Dios (autor: Álvaro Brée), san Juan de Brito (António Duarte), san António de Lisboa (Leopoldo de Almeida) y el beato Nuno de Santa María (Barata Feio).
Las más pequeñas representan a santa Teresa de Jesús (María Amélia Carvalheira da Silva), san Francisco de Sales (M. A. Carvalheira da Silva), san Marcelino Champagnat (Vasco Pereira da Conceição), san Juan Bautista de la Salle (Vítor Marques), san Alfonso María de Ligorio (M. A. Carvalheira da Silva), san Juan Bosco (J. M. Mouta Barradas) y santo Domingo Sávio (J. M. Mouta Barradas), san Luis María Grignion de Montfort (Domingos Soares Branco), san Vicente de Paúl (José Fernandes de Sousa Caldas), san Simón Stock (M. A. Carvalleira da Silva), san Ignacio de Loyola (M. A. Carvalheira da Silva), san Pablo de la Cruz (Jaime Ferreira dos Santos), san Juan de la Cruz (M. A. Carvalheira da Silva) y santa Beatriz da Silva (Maria Irene Vilar).
La estatua del Sagrado Corazón de Jesús aparece en el centro del recinto de oración. Es de bronce dorado y fue ofrecida por un peregrino anónimo y bendecida por el nuncio apostólico, monseñor Beda Cardinale, el 13 de mayo de 1932. Su localización simboliza la centralidad de Jesús en el mensaje de Fátima. En la base del monumento se encuentra una fuente.

## Capilla de las Apariciones

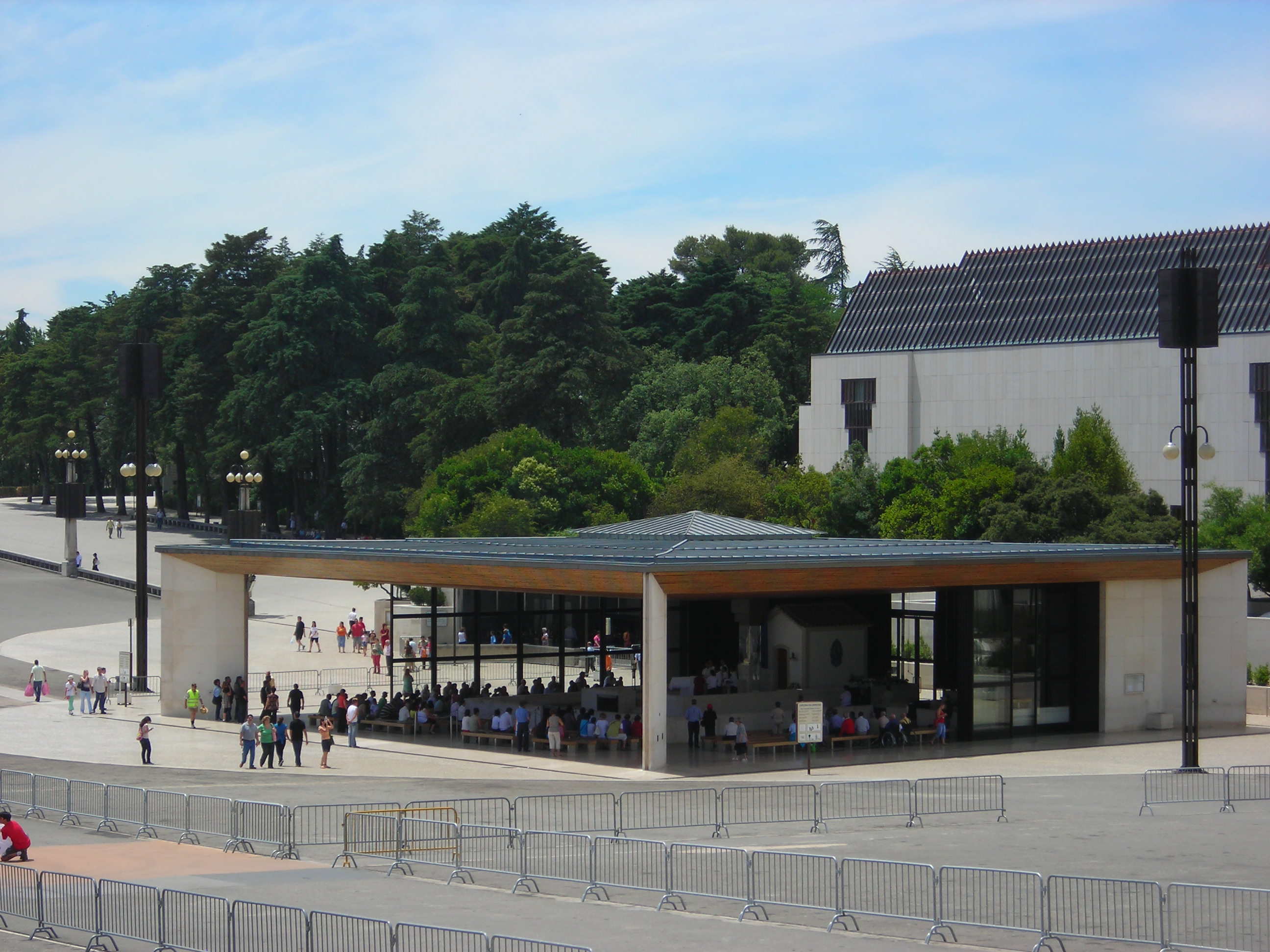
La Capilla de las Apariciones.

La Capilla de las Apariciones (en portugués: Capelinha das Aparições) está construida en el lugar de las apariciones que tuvieron lugar desde el 13 de mayo hasta el 13 de octubre de 1917. Se celebró la primera misa el 13 de octubre de 1921.
El 6 de marzo de 1922, fue dinamitada por desconocidos, pero se reconstruyó ese mismo año.
El pedestal donde se encuentra la estatua de la Virgen marca el sitio exacto donde estaba la pequeña encina sobre la cual se produjeron las apariciones del 13 de mayo, junio, julio, septiembre y octubre de 1917.
La madera que recubre el techo de la capilla fue embarcada en el navío «Krasnaya Gorka», el 12 de septiembre de 1988, en el puerto ruso de Igarka, al norte de la Unión Soviética.

## Basílica de la Santísima Trinidad
Al final de la explanada se encuentra la Basílica de la Santísima Trinidad, con 9000 asientos, obra del arquitecto Alexandros Tombazis. Se inauguró el 13 de octubre de 2007 y está consagrada con el título de Basílica menor.

## Capilla de San José
El templo contiene la Capilla de San José. Cada uno de los 14 altares laterales representa un misterio del Rosario. La coronación de la estatua de Nuestra Señora de Fátima, el 13 de mayo de 1946, y el final del Año Santo, el 13 de octubre de 1951, son evocados en dos lápidas, colocadas a la entrada de la capilla mayor.
El arco de crucero ostenta un mosaico, donde se lee en latín Regina Sacratissimi Rosarii Fatimae ora pro nobis.
En el lado derecho de la capilla mayor, se encuentra una estatua de santo Domingo de Guzmán, el gran apóstol del rosario en el siglo XIII (autoría de Maria Amélia Carvalheira da silva). En el lado izquierdo, san Antonio María Claret, fundador de la Congregación de Misioneros del Corazón de María (autoría de Martinho de Brito) y copatrón de la Diócesis de Canarias.

## Otros lugares importantes

### Vía crucis y Calvario

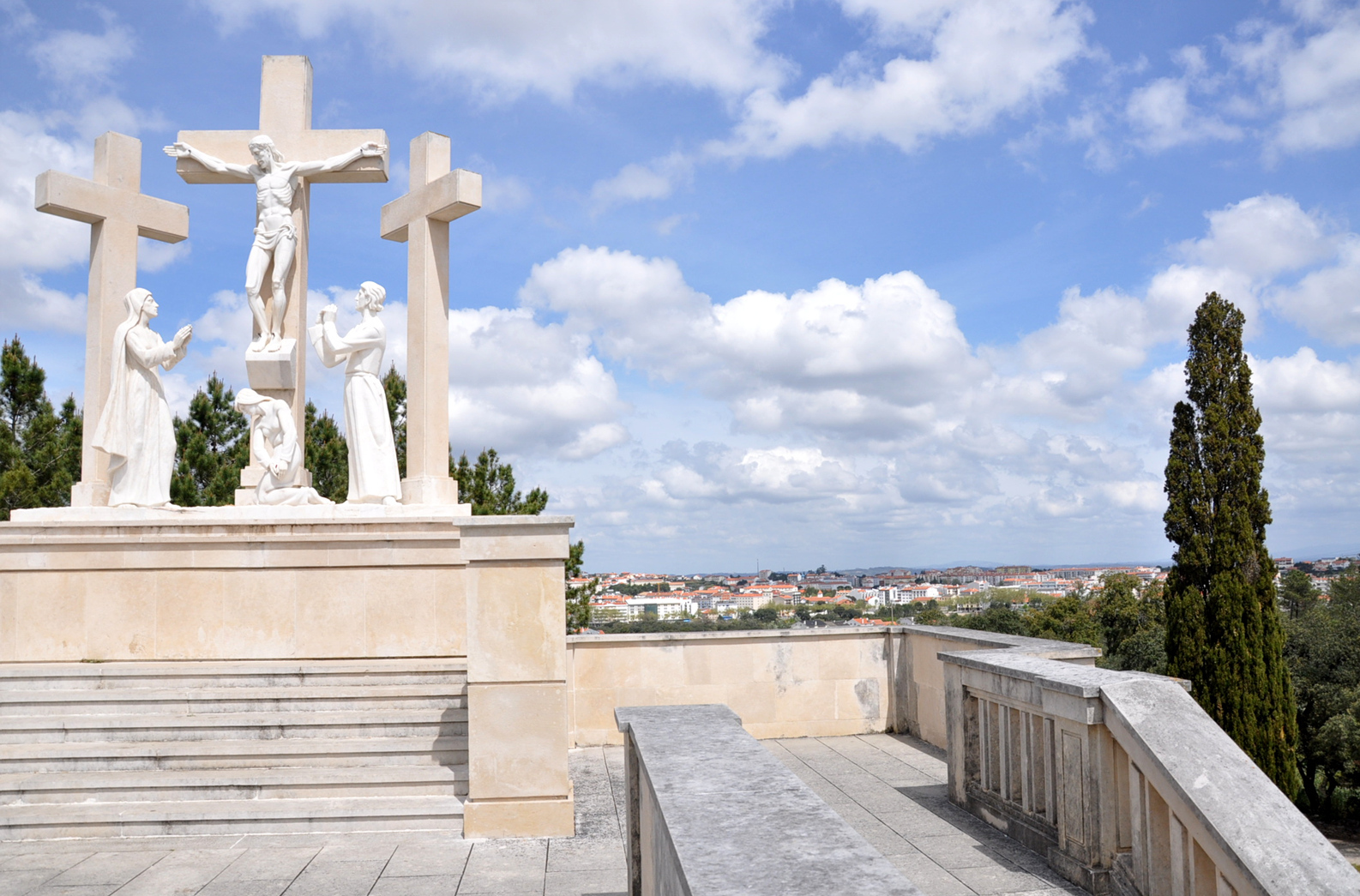
El Calvario hasta el fin del Vía crucis de Fátima.

Desde la rotonda sur de Fátima se puede comenzar la ruta del Vía crucis hasta el Calvario. Este era el camino que seguían los videntes para llegar a Cova da Iria desde Aljustrel. El recorrido consta de quince pequeñas capillas, las catorce primeras corresponden al Vía crucis y la última a la Resurrección de Jesús. En el Calvario, llamado popularmente Calvario Húngaro, hay una capilla dedicada al rey Esteban I. Las capillas del Vía crucis fueron realizadas por María Amélia Carvalheira da Silva y ofrecidas por católicos húngaros refugiados en Occidente. Fueron inauguradas el 12 de mayo de 1964. La capilla de la Resurrección, ofrecida por la parroquia de Lajosmizse para conmemorar la caída del comunismo en Hungría, fue inaugurada el 13 de octubre de 1992.

### Valinhos y Loca del Ángel
A 3 kilómetros del recinto del Santuario se encuentra un local llamado Valinhos (en español: Valliños). Este fue el lugar de la cuarta aparición de Nuestra Señora a los tres pastorcitos el 19 de agosto de 1917, y donde se ha levantado una pequeña capilla con una estatua de la Virgen. Se sitúa también, un poco más adelante, el monumento evocativo de las apariciones del Ángel de la Paz (o Ángel de Portugal) a los videntes en 1916.

### Casa de Lucía dos Santos
Situada en la aldea de Aljustrel, es la casa donde vivió con sus padres la vidente Lucía de Jesús de los Santos, más tarde monja Carmelita Descalza con el nombre de Hermana María Lucía de Jesús y del Corazón Inmaculado (o simplemente Sor Lucía).

### Casa de Francisco y Jacinta Marto

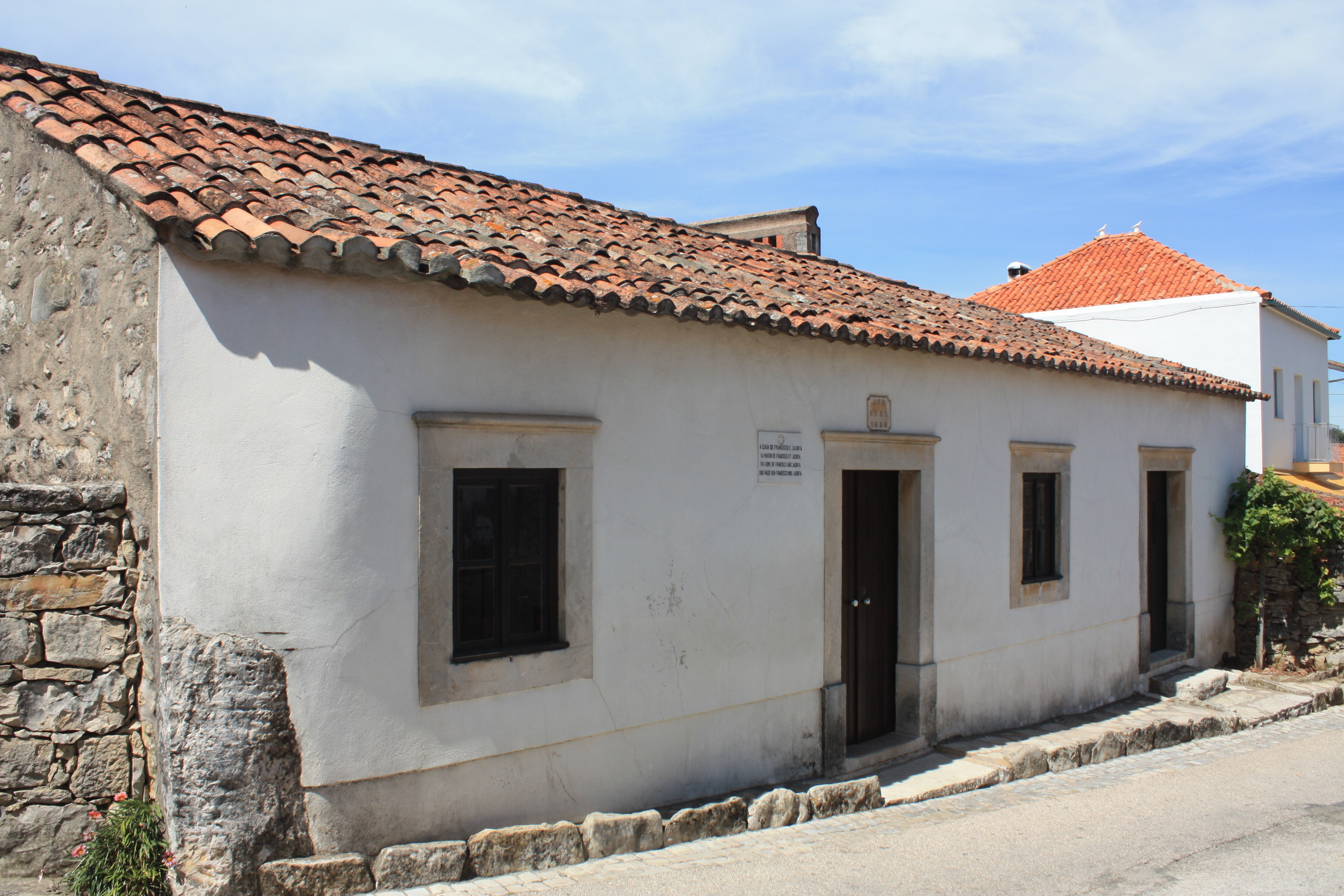
Vista de la casa natal de Francisco y Jacinta Marto.

Situada en la aldea de Aljustrel, es la casa donde vivieron los santos Francisco y Jacinta Marto con sus padres.

## Peregrinaciones
Anualmente entre cuatro y seis millones de peregrinos de todos los países se desplazan allí. Las mayores peregrinaciones tienen lugar anualmente desde los días 12 y 13 de mayo al 13 de octubre, siendo tradicionalmente hechas a pie. El 13 de agosto, tiene lugar una gran peregrinación, dedicada al emigrante.
El Centro Nacional de Cultura (CNC), en colaboración con las entidades responsables del santuario de Fátima, lanzó en 2003 un proyecto cuya finalidad era, a semejanza de lo que ocurre con las peregrinaciones a Santiago de Compostela, señalizar los caminos a Fátima para guiar a los innumerables peregrinos que todos los años se dirigen a pie al Santuario, creando los Caminos de Fátima. De este proyecto nacieron tres caminos, el Camino del Tajo, que une Fátima con Lisboa, el Camino de Nazaré, que comunica dicho municipio con Fátima, y el Camino del Norte, que comunica el Santuario con Oporto, Valença y Coímbra. Otros tres caminos se encuentra en fase de preparación, el Camino del Mar —entre Cascais/Estoril y Fátima—, el Camino de la Beira —entre la zona central de Portugal y el interior de la Beira— y el Camino del Sur —entre Fátima y Alentejo—.
Se ha difundido por todo el mundo el culto a la Virgen de Fátima, gracias a los viajes de las imágenes peregrinas (estatuas de la Virgen que recorren varios países) y a los emigrantes portugueses. Así es posible encontrar varios monumentos y edificaciones dedicadas a Nuestra Señora de Fátima.

## Galería

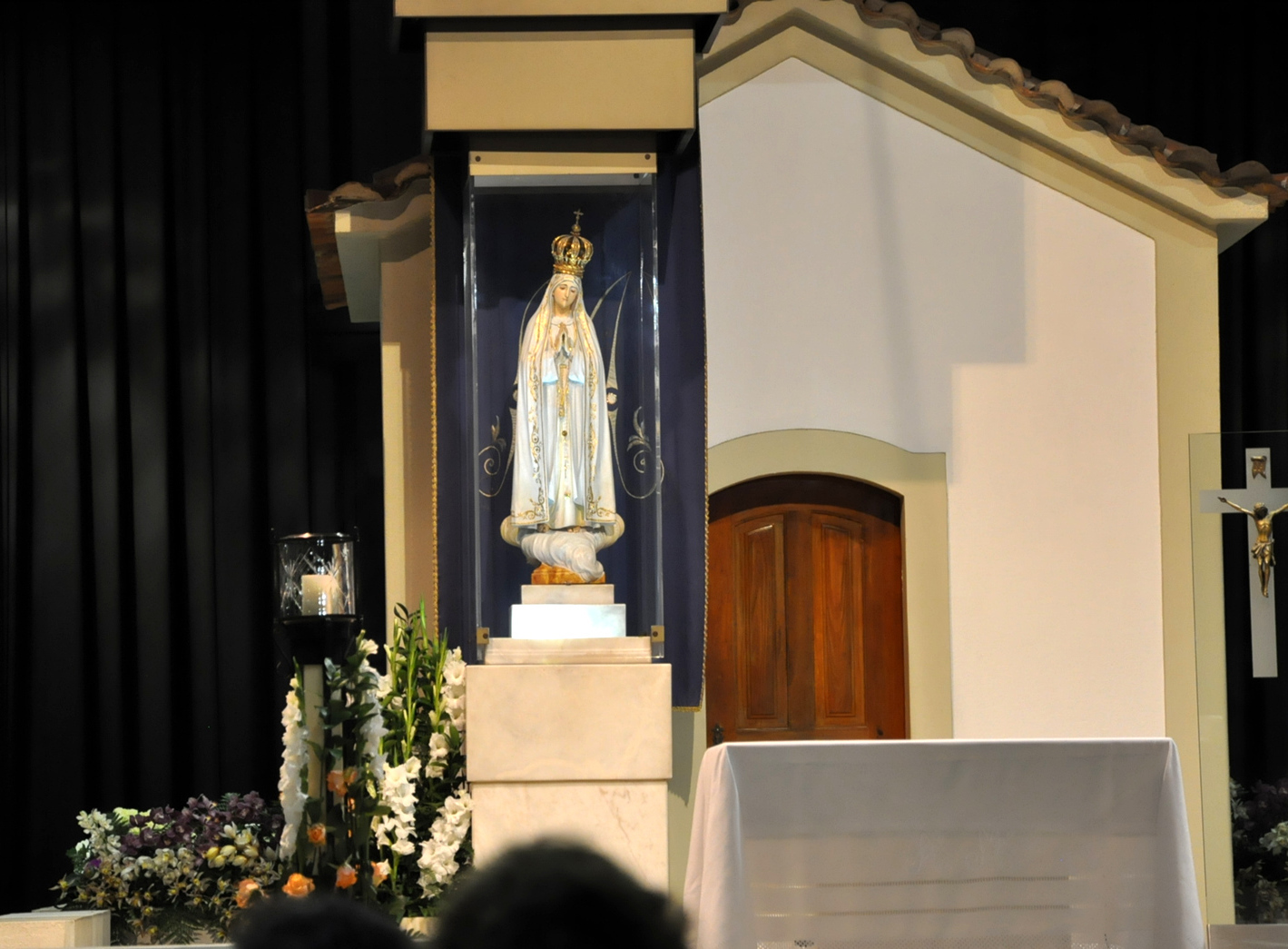
Interior de la Capilla de las Apariciones, con la imagen de la Virgen de Fátima a la izquierda
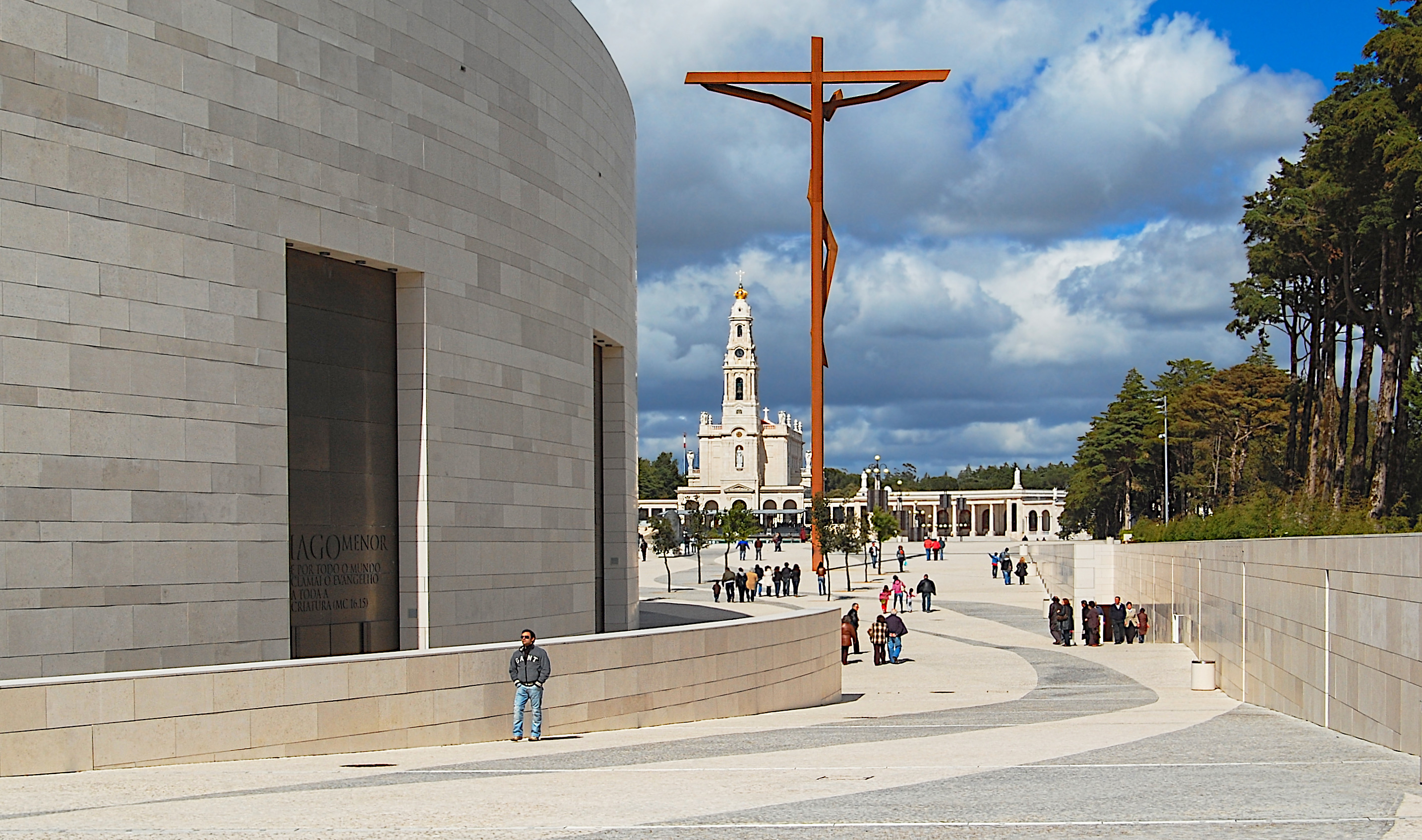
La Basílica de la Santísima Trinidad, la Cruz Alta y la Basílica del Rosario al fondo
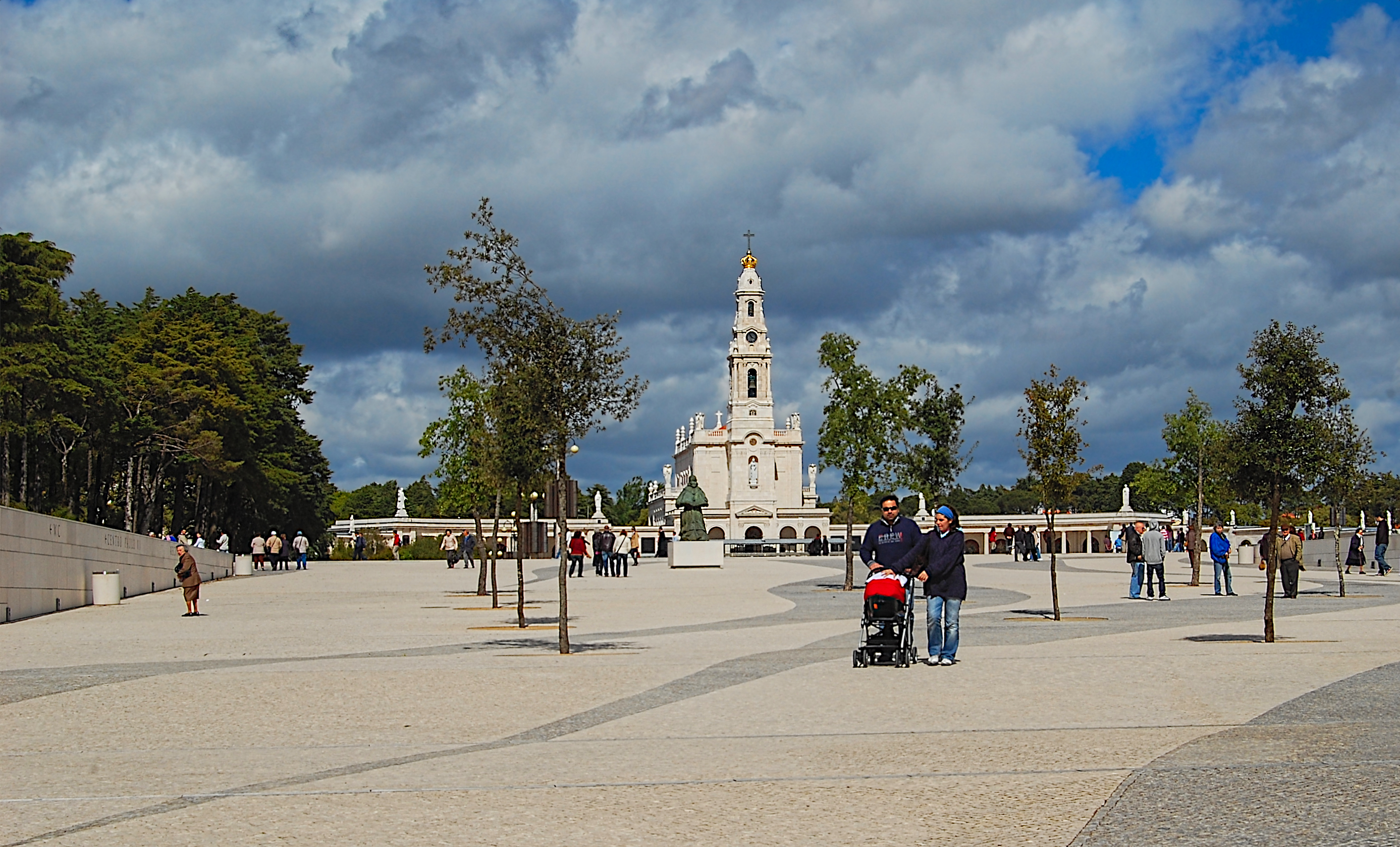
Panorámica de la Basílica de Nuestra Señora del Rosario de Fátima
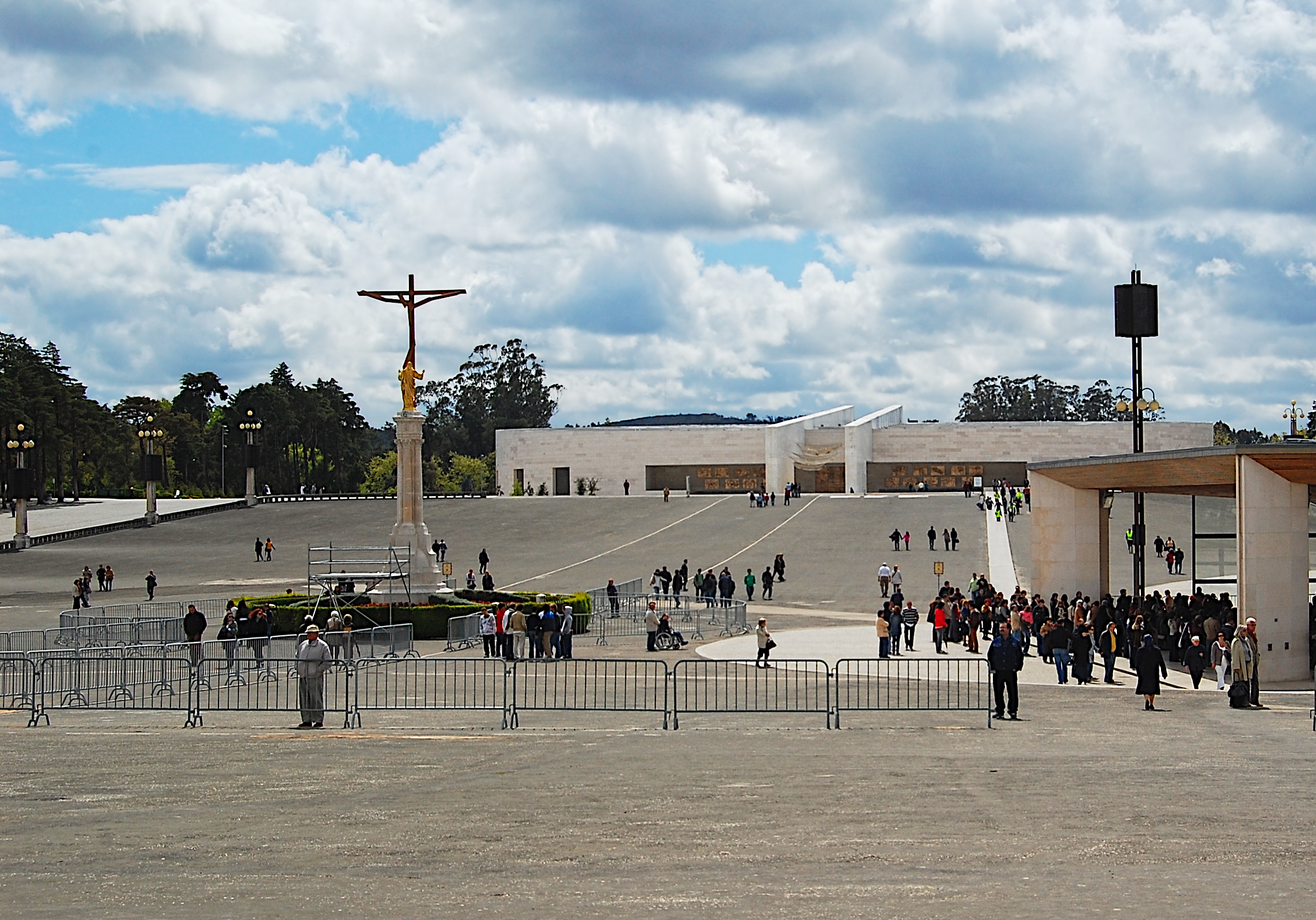
El recinto de oración y la Basílica de la Santísima Trinidad al fondo
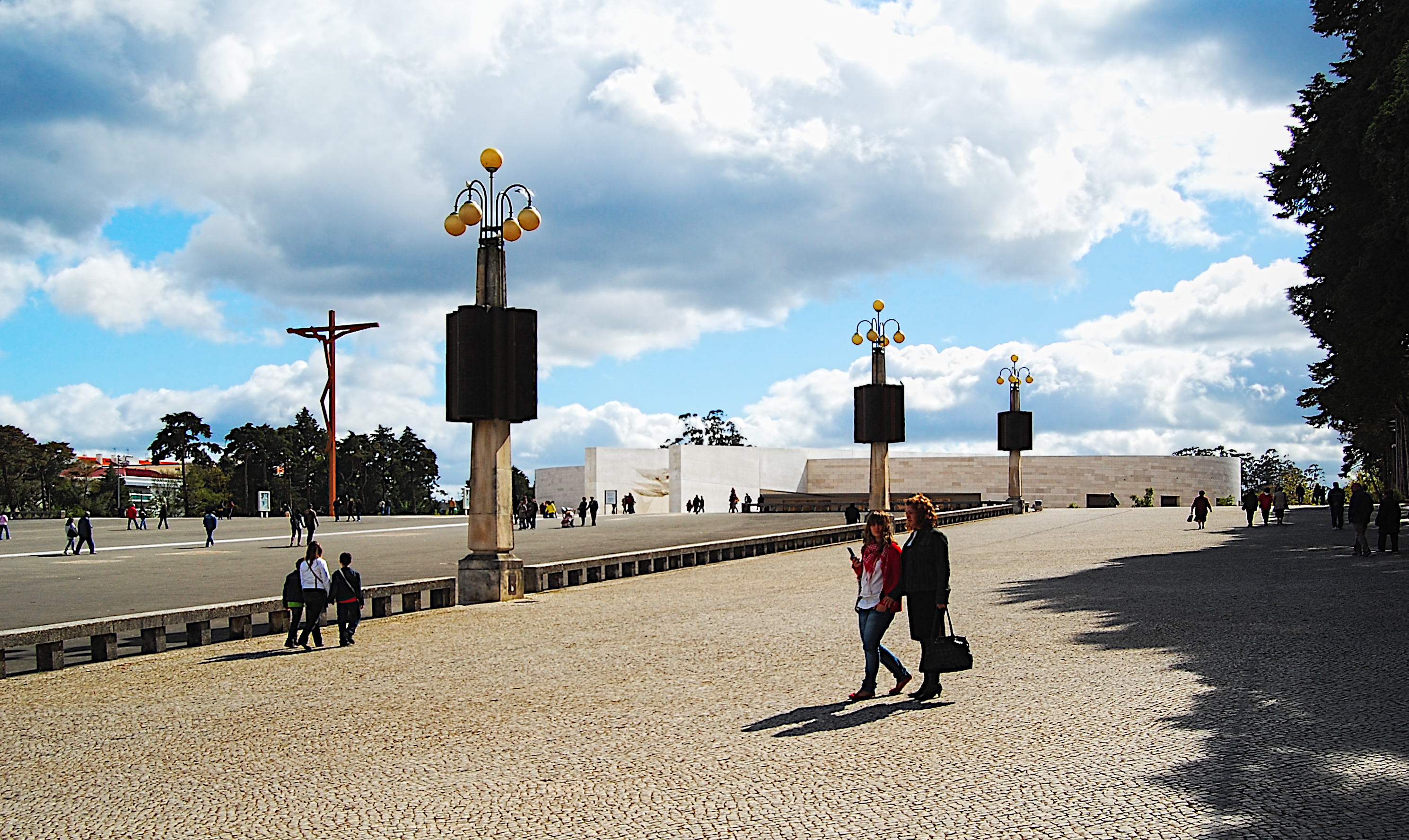
Peregrinos en la gran explanada de oración del Santuario de Fátima

## Vista panorámica

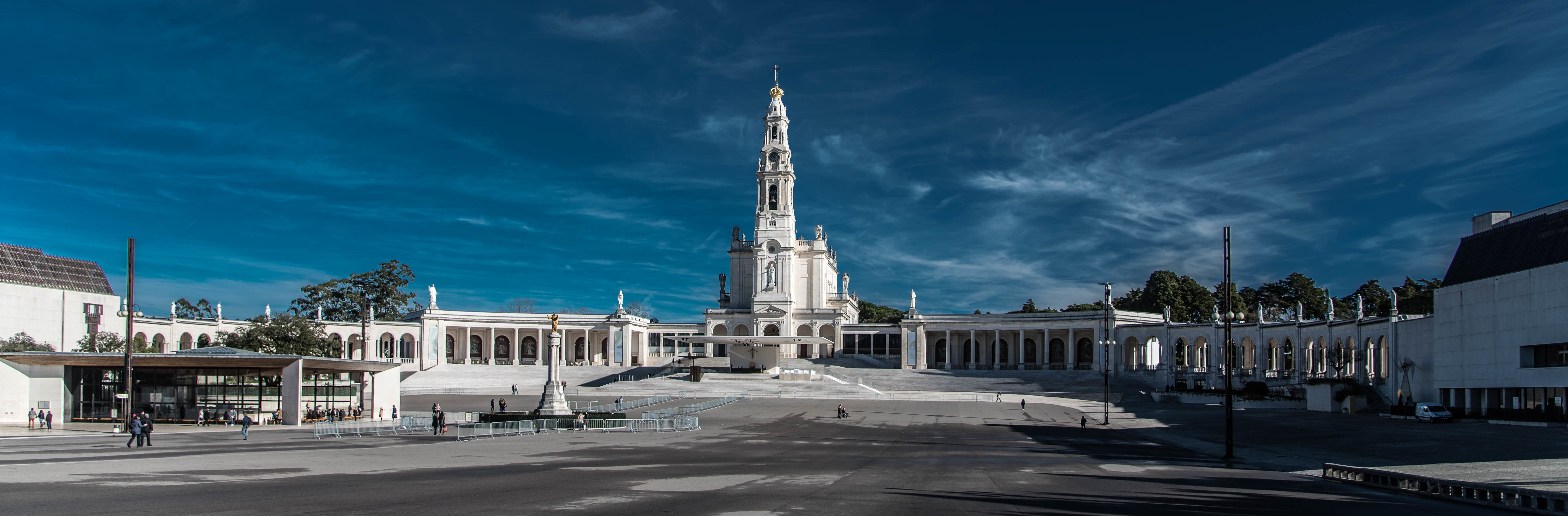
Vista panorámica del Santuario de Fátima, con la Capilla de las Apariciones, la estatua del Sagrado Corazón de Jesús, el Presépio, la Azinheira Grande y la Basílica de Nuestra Señora del Rosario.